# Unidad básica de ordenación y servicios del territorio

Mapa del borrador de UBOST presentado en septiembre de 2015.

Una unidad básica de ordenación y servicios del territorio (UBOST) es en la comunidad autónoma española de Castilla y León el nombre que recibe en la Ley 7/2013, de 27 de septiembre, de Ordenación, Servicios y Gobierno del Territorio de la Comunidad de Castilla y León (LORSERGO) el espacio geográfico delimitado básico para la prestación de servicios de la Junta de Castilla y León. 
Cada UBOST se forma a partir de cada municipio de más 20.000 habitantes (UBOST urbana) o de la suma de un conjunto de municipios (con un mínimo de cinco) de menos de 20.000 habitantes (UBOST rural) que cumplen determinadas características como contigüidad geográfica, población entre 5.000 y 30.000 habitantes o densidad de población menor a 15 hab/km². Existen asimismo una serie de excepciones en las que municipios que no cumplen algunos de los requisitos prefijados pueden constituir una UBOST por verse afectados por condicionantes especiales (existencia de relaciones comerciales, culturales o históricas, razones geográficas o medioambientales, etc.) De forma excepcional puede haber UBOST interprovinciales.
En septiembre de 2015 se presentó un mapa borrador que dividía la comunidad autónoma en 147 UBOST rurales y 15 UBOST urbanas.
El mapa de las UBOST es clave en la ordenación del territorio pues condiciona las futuras mancomunidades de interés general (MIG) rurales, ya que según decreto de la Junta de Castilla y León, éstas deben tener un ámbito territorial coincidente con una o varias UBOST rurales.